# Koffoleania michaellae
Koffoleania michaellae är en fjärilsart som beskrevs av François Louis Nompar de Caumont de Laporte 1977. Koffoleania michaellae ingår i släktet Koffoleania och familjen nattflyn. Inga underarter finns listade i Catalogue of Life.